# Machimus nahalalensis
Machimus nahalalensis là một loài ruồi trong họ Asilidae. Machimus nahalalensis được Theodor miêu tả năm 1980. Loài này phân bố ở vùng Cổ Bắc giới và châu Á.